# Micro Machines 2
Micro Machines 2: Turbo Tournament è un videogioco pubblicato nel 1994 da Codemasters. Se pur riprende le meccaniche del primo Micro Machines, presenta delle novità tra le quali: nuovi percorsi, nuovi personaggi, una grafica migliorata e soprattutto la J-Cart, ovvero una cartuccia speciale sviluppata da Codemasters per il Sega Mega Drive che comprende due porte aggiuntive per il gamepad che permettono di giocare fino a quattro giocatori. È stato inoltre, il primo titolo della serie in cui i veicoli hanno un approccio diverso a seconda dei percorsi selezionati e sono stati introdotti nuovi mezzi, quali: elicotteri e hovercraft.

## Veicoli
I veicoli presenti nel gioco, sono: auto da rally, camion, fuoristrada, buggy, dragster, decappottabili, elicotteri, hovercraft, auto sportive e moto a tre ruote.

## Versioni alternative
Esclusivamente in Europa per il Sega Mega Drive, uscirono: Micro Machines: Military (che introduce veicoli bellici e la possibilità per la prima volta di sparare e colpire gli avversari) e Micro Machines: Turbo Tournament '96, quest'ultimo introduce alcuni percorsi extra e un level editor che permette di creare percorsi personalizzati (il level editor è presente anche nella versione per MS-DOS di Micro Machines 2: Turbo Tournament).